# Schizopelma
Genre
Schizopelma est un genre d'araignées mygalomorphes de la famille des Theraphosidae.

## Distribution
Les espèces de ce genre se rencontrent au Mexique et en Amérique centrale.

## Liste des espèces
Selon World Spider Catalog (version 20.5, 17/09/2019) :
- Schizopelma bicarinatum F. O. Pickard-Cambridge, 1897
- Schizopelma juxtantricola (Ortiz & Francke, 2015)

## Publication originale
- F. O. Pickard-Cambridge, 1897 : Arachnida - Araneida and Opiliones. Biologia Centrali-Americana, Zoology, London, vol. 2, p. 1-40 (texte intégral).